# عبد ال ناصر سعيد
عبد ال ناصر سعيد (بالإنجليزية: Abdul Nasir Saeed)‏ هو لاعب كرة قدم غاني، ولد في 28 يونيو 2002.